# تكرار (وراثة)
في علم الوراثة، تكرار جيني (بالإنجليزية: Gene-duplication) يعني تكوّن نسخة مطابقة تحوي ذات المعلومات الوراثية في صبغي وتظل مرتبطة به.
تلك الطفرات لا تتغير تحت التأثير الذاتي فلا تتعدل، وعندما تحدث فقد يتسبب حدوثها في تغيرات كبيرة في تتابع الجينات وتؤدي إلى إعاقة للمولود .
ويعتبر التكرار الجيني من العوامل الأساسية في التطور. فعن طريق الطفرات في نسخة جين يمكن أن تنشأ جينات جديدة لها وظائف أخرى، وبالتالي يتسع نوع أنشطة الجينات . فعلى سبيل المثال، ففي الإنسان تشأت الخلايا المخروطية L في العين عن طريق التكرار الجيني، وقد عمل ذلك على تحسين رؤية الإنسان بإمكانه رؤية الثلاثة ألوان، فأصبح يميز الألوان.
مثال آخر نجده في عائلة الهيموجلوبينات ذات ألفات مختلفة للاتحاد مع الأكسجين . وكذلك يمكن للتكرار الجيني إن ينتج جينات كاذبة . وتوجد في مورثات كثير من الناس ترارات جينية كثيرة فتغير من بروتين حاسة الشم.

## آليات التكرار

### التأشيب المنتبذ
تنشأ التكرارات من حدث يُسمى بالتعابر غير المتساوي، والذي يطرأ أثناء الانقسام المنصف بين الصبغيات (الكروموسومات) المتطابقة المنحرفة، ويتعلق احتمال حدوث ذلك بدرجة تشارك صبغيين معينين بعناصر متكررة، وتتضمن نتائج هذا التأشيب تكراراً في موقع التبادل وحذفاً متبادلاً، ويتوسط التأشيب المنتبذ عادةً تشابه التتالي في مواقع توقف التكرار لدى النباتات والثديات.

### انزياح التضاعف
يُعتبر الانزياح المضاعف خطأً في تضاعف الـ(DNA) بإمكانه أن يُنتج تكرارات لتتاليات جينية قصيرة، فخلال التضاعف يبدأ إنزيم بوليميراز الـ(DNA) بنسخ هذه المادة الوراثية، وفي مرحلة معينة خلال هذه العملية، ينفصل الإنزيم عن الـ(DNA) ويتوقف التضاعف مؤقتاً، وعندما يعود الإنزيم ليرتبط بطاق الـ(DNA) مجدداً، فإنه يصفّ الطاق المتضاعف في موقع خاطئ وينسخ القسم ذاته أكثر من مرة عن طريق الخطأ، كما يتسهّل انزياح التضاعف عادةً بالتتاليات المتكررة، ولكنه يتطلب بضع أساسات متشابهة فقط.

### التحويل الرجعي
خلال غزو عامل رجعي أو فيروس قهقري متضاعف لخلية ما، تنسخ البروتينات الفيروسية جينومها بانتساخ الـ(RNA) عكسياً لـ(DNA)، فإذا ارتبطت بشكل شاذ بالآر إن أيه المرسال (mRNA) الخلوي، يمكن أن تنتسخ نسخاً من الجينات بشكل عكسي لتُنشئ جينات رجعية، وعادة ما تفتقر الأخيرة لتتاليات الإنترون، وتحتوي غالباً على تتاليات عديدة الأدينين (A) تُدمَج أيضاً ضمن الجينوم، وتسبب العديد من الجينات الرجعية تغيرات في التنظيم الجيني مقارنةً مع التتاليات الجينية الأصل، ما قد يؤدي أحياناً لوظائف جديدة.

### اختلال الصيغة الصبغية
يحدث اختلال الصيغة الصبغية عندما يُنتج عدم الانفصال عند صبغي مفرد عدداً شاذاً من الصبغيات، وعادة ما تكون هذه الحالة مؤذية، وتؤدي لدى الثديات لإجهاضات تلقائية غالباً، ولكن تكون بعض اختلالات الصيغة الصبغية عيوشة، مثل تثلّث الصبغي 21 لدى البشر، والذي يؤدي لمتلازمة داون، وعادةً ما يغير اختلال الصيغة الصبغية عدد الجينات بطرق مؤذية للكائن الحي، ولذلك من غير المرجح أن ينتشر عبر الجمهرات.

### تكرار الجينوم بأكمله
ينتج تكرار الجينوم بأكمله، أو تعدد الصيغ الصبغية، عن عدم انفصال الصبغيات أثناء الانقسام المنصف، ما يؤدي لنسخ إضافية من الجينوم بأكمله، وتشيع هذه الحالة لدى النباتات، ولكنها حصلت منذ القدم أيضاً لدى الحيوانات، فقد أدّت جولتان من تكرار الجينوم بأكمله لدى سلالة الفقاريات إلى نشوء البشر.[3]
تُفقد مجموعات عديدة من الجينات الإضافية بعد تكرارات الجينوم بأكمله في النهاية، فتعود لحالتها المفردة، ولكن الاحتفاظ بالعديد من الجينات، وخصوصاً جينات هوكس، قد أدى لتجديد تكيفي.
كما يُعتبر تعدد الصيغ الصبغية مصدراً مشهوراً للانتواع، فتكون الذريات، والتي تختلف بأعداد الصبغيات التي تمتلكها عن الأنواع الأبوية، فتكون غير قادرة عادة ً على التزاوج مع كائنات غير متعددة الصيغة الصبغية.
ويُعتقد أن تكرارات الجينوم بأكمله تكون أقل ضرراً من اختلال الصيغة الصبغية إذا كان العدد الكلي النسبي للجينات الفردية متساوياً.

## اقرأ أيضا
- مشروع الجينوم (أحياء)
- منطقة مشفرة